# Valles de Palenzuela
Valles de Palenzuela – gmina w Hiszpanii, w prowincji Burgos, w Kastylii i León, o powierzchni 20,87 km². W 2011 roku gmina liczyła 80 mieszkańców.